# Albert Park Street Circuit
Albert Park Street Circuit is het circuit waarop sinds 1996 de Grand Prix Formule 1 van Australië gehouden wordt. Aangelegd in een park, was er aanvankelijk veel protest tegen de aanleg. De Grand Prix zou aanvankelijk weer op het Stratencircuit van Adelaide in Adelaide worden gehouden, maar een iets beter bod van de staat Victoria sloot de overeenkomst ten voordele van Melbourne.
Het circuit is semi-permanent. Delen van de baan zijn openbare weg, die voor het raceweekeinde worden afgesloten, andere delen zijn onderdeel van het circuit. De lengte van het circuit is 5,278 kilometer.
In 2021 werden twee ingrijpende wijzigingen doorgevoerd aan het circuit om de snelheid te verhogen en het inhalen te bevorderen. Men verwachtte een daling van de rondetijden maar aangezien er dat jaar geen Grand Prix verreden werd kon men die vergelijking niet maken met zekerheid.
| Uitslagen Grand Prix van Australië (Melbourne) | Uitslagen Grand Prix van Australië (Melbourne) | Uitslagen Grand Prix van Australië (Melbourne) | Uitslagen Grand Prix van Australië (Melbourne) |
| Jaar                                           | Coureur                                        | Auto                                           | Auto                                           |
|                                                |                                                | Constructeur                                   | Type                                           |
| ---------------------------------------------- | ---------------------------------------------- | ---------------------------------------------- | ---------------------------------------------- |
| 1996                                           | Damon Hill                                     | Williams                                       | FW18                                           |
| 1997                                           | David Coulthard                                | McLaren                                        | MP4-12                                         |
| 1998                                           | Mika Häkkinen                                  | McLaren                                        | MP4-13                                         |
| 1999                                           | Eddie Irvine                                   | Ferrari                                        | F339                                           |
| 2000                                           | Michael Schumacher                             | Ferrari                                        | F1-2000                                        |
| 2001                                           | Michael Schumacher                             | Ferrari                                        | F2001                                          |
| 2002                                           | Michael Schumacher                             | Ferrari                                        | F2002                                          |
| 2003                                           | David Coulthard                                | McLaren                                        | MP4-17D                                        |
| 2004                                           | Michael Schumacher                             | Ferrari                                        | F2004                                          |
| 2005                                           | Giancarlo Fisichella                           | Renault                                        | R25                                            |
| 2006                                           | Fernando Alonso                                | Renault                                        | R26                                            |
| 2007                                           | Kimi Räikkönen                                 | Ferrari                                        | F2007                                          |
| 2008                                           | Lewis Hamilton                                 | McLaren                                        | MP4-23                                         |
| 2009                                           | Jenson Button                                  | Brawn GP                                       | BGP 001                                        |
| 2010                                           | Jenson Button                                  | McLaren                                        | MP4-25                                         |
| 2011                                           | Sebastian Vettel                               | Red Bull                                       | RB7                                            |
| 2012                                           | Jenson Button                                  | McLaren                                        | MP4-27                                         |
| 2013                                           | Kimi Räikkönen                                 | Lotus-Renault                                  | E21                                            |
| 2014                                           | Nico Rosberg                                   | Mercedes                                       | F1 W05 Hybrid                                  |
| 2015                                           | Lewis Hamilton                                 | Mercedes                                       | F1 W06 Hybrid                                  |
| 2016                                           | Nico Rosberg                                   | Mercedes                                       | F1 W07 Hybrid                                  |
| 2017                                           | Sebastian Vettel                               | Ferrari                                        | SF70H                                          |
| 2018                                           | Sebastian Vettel                               | Ferrari                                        | SF71H                                          |
| 2019                                           | Valtteri Bottas                                | Mercedes                                       | F1 W10 EQ Power+                               |
| 2022                                           | Charles Leclerc                                | Ferrari                                        | F1-75                                          |
| 2023                                           | Max Verstappen                                 | Red Bull                                       | RB19                                           |
| 2024                                           | Carlos Sainz jr.                               | Ferrari                                        | SF-24                                          |

## Trivia
- Albert Park was oorspronkelijk verbonden met het gebied dat nu Fawkner Park heet.